# Polytmus
Polytmus es un género de aves apodiformes perteneciente a la familia Trochilidae que agrupa a tres especies nativas de América del Sur, cuyas áreas de distribución se encuentran desde el litoral caribeño del norte del continente hasta el extremo noreste de Argentina. A sus miembros se les conoce por el nombre común de colibríes o picaflores.

## Etimología
El nombre genérico masculino «Polytmus» proviene de la palabra del griego «politimos» que significa ‘valioso’, ‘costoso’.

## Características
Los colibríes de este género miden entre 8,5 y 12 cm de longitud y se caracterizan por el pico ligeramente curvo, de la misma longitud de la cabeza, una lista post-ocular blanca y las partes superiores verde-cobrizas, los machos con las partes inferiores verde-esmeralda; la cola es redondeada.

## Taxonomía
El género Polytmus fue propuesto por el naturalista francés Mathurin Jacques Brisson en 1760; la especie tipo definida fue Trochilus thaumantias Linnaeus, 1766, actualmente la subespecie Polytmus guainumbi thaumantias, por lo cual la especie tipo pasa a ser Polytmus guainumbi, originalmente Trochilus guainumbi.
La especie P. milleri fue en el pasado colocada en un género monotípico Waldronia y también, junto a otras especies en Agyrtria, mientras P. theresiae fue colocada en un género monotípico Psilomycter que en realidad era precedido por Smaragdites. Estos géneros son actualmente sinónimos del presente.

## Lista de especies
Según las clasificaciones del Congreso Ornitológico Internacional (IOC) y Clements Checklist, el género agrupa a las siguientes especies con el respectivo nombre popular de acuerdo con la Sociedad Española de Ornitología (SEO):
| Imagen | Nombre científico  | Autor           | Nombre común      | Estado de conservación | Distribución |
| ------ | ------------------ | --------------- | ----------------- | ---------------------- | ------------ |
|        | Polytmus guainumbi | (Pallas, 1764)  | colibrí guainumbí | LC                     |              |
|        | Polytmus milleri   | (Chapman, 1929) | colibrí de tepui  | LC                     |              |
|        | Polytmus theresiae | (Maia, 1843)    | colibrí de Teresa | LC                     |              |